# نظرسنجی بن

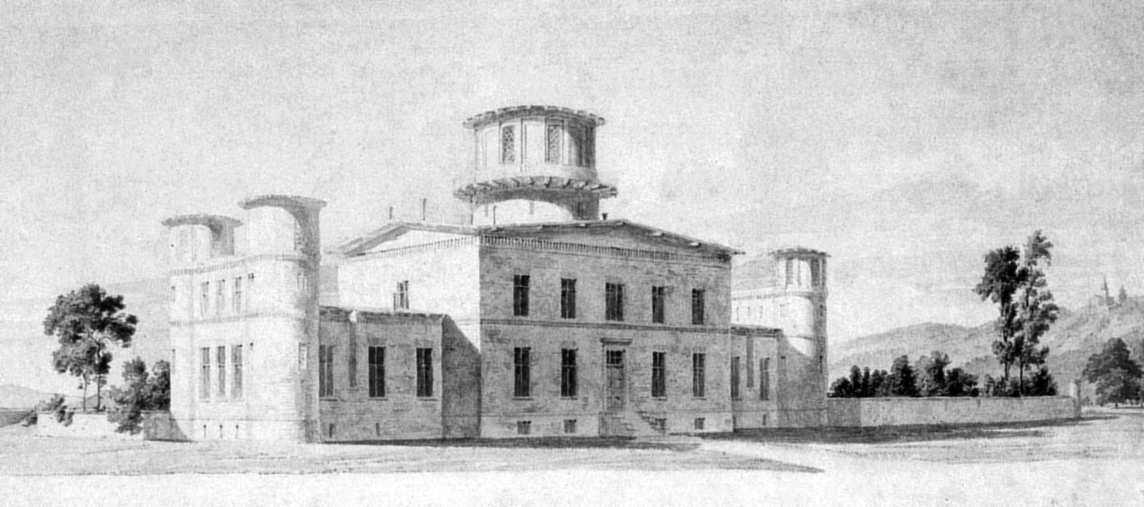
این نظرسنجی در «رصدخانهٔ بن» انجام‌شد. طراحی معماری اصلاح‌شده توسط کارل فردریش شینکل در ۱۸۳۸

نظرسنجی بُن (به آلمانی: BD:Bonner Durchmusterung)  به مجموعه‌ای از سه فهرست جامع ستاره شناسی از تمام آسمان گفته می‌شود که  توسط رصدخانه شهر بن آلمان در طی سال‌های ۱۸۵۹ الی ۱۹۰۳ تهیه شده‌است.
امروزه این فهرست نه تنها شامل ستارگان، بلکه جستجو برای یافتن دیگر اجرام آسمانی نیز می‌شود، کار ویژه‌ای که با پیمایش آسمان در طول موج‌های الکترومغناطیسی که کوتاه‌تر یا طولانی‌تر از امواج مرئی نور هستند انجام می‌شود.
نام این مجموعه از دورشموسترونگ (مرور با آزمودن)، واژه‌ای آلمانی که برای بررسی سیستماتیک اشیاء یا داده‌ها بکار می‌رود گرفته شده‌است.